# Невена Коканова
Невена Богданова Коканова е българска актриса, често наричана „първата дама на българското кино“.

## Биография
Родена е на 12 декември 1938 година в Дупница. Майка ѝ е от австрийска аристократична фамилия Фон Хелденберг, а баща ѝ е офицер от царската армия, служещ в българския корпус в Македония, малко след идването на новата власт през 1947 година е арестуван и пратен като политически затворник в Белене.
Образование – актьор по член 54.
Започва кариерата си като стажант-актриса на 18 години през 1957 г. в Ямболския драматичен театър, без да има специално образование. Следват Драматичен театър „Рачо Стоянов“, Габрово, Драматичен театър „Сава Огнянов“ в Русе и Сатиричен театър „Алеко Константинов“ (1961-).
Невена Коканова изиграва над 50 роли, с които пресъздава едни от най-запомнящите се женски образи в българското кино от самото му създаване до края на XX век. Снима се за пръв път в ролята на Ема във филма „Години за любов“ (1957) на режисьора Янко Янков. Изпълнява ролята на Ирина от екранизацията на романа „Тютюн“ (1962) (реж. Никола Корабов), България/СССР, Жана от „Инспекторът и нощта“ (1963) (реж. Рангел Вълчанов), Лиза от „Крадецът на праскови“ (1964) (реж. Въло Радев), Ана от „Карамбол“ (1966) (реж. Любомир Шарланджиев), Неда от „Отклонение“ (1967) (реж. Гриша Островски), Герда от „С дъх на бадеми“ (1967) (реж. Любомир Шарланджиев), Тинка от „Момчето си отива“ (1972) (реж. Людмил Кирков), учителката в „Най-добрия човек, когото познавам“ (1973), голямата етърва в „Дами канят“ (1980), Боряна в „Опасен чар“ (1984) и много други.
През 1969 г. се снима във филма на голямата италианска кинорежисьорка Лилиана Кавани „Галилео Галилей“.
Блага Димитрова написва „Отклонение“ специално за нея.
Неин съпруг е известният български режисьор Любомир Шарланджиев. Нейният брат Димитър Коканов също е актьор.
Коканова умира от рак през 2000 г., на 61 години.

## Награди
- Заслужил артист (1967).
- Орден „Кирил и Методий“ – I степен (1969).
- Награда за най-добра женска роля за (Ирина) във филма „Тютюн“.
- Награда за най-добра женска роля за (Неда) във филма „Отклонение“.
- Награда за най-добра женска роля за (Лиза) във филма „Крадецът на праскови“.
- Награда за най-добра женска роля за (Герда) във филма „С дъх на бадеми“.
- Наградата за женска роля за (Тинчето) във филма „Момчето си отива“ на ФБФ (Варна, 1972).
- Награда за най-добра женска роля за (учителката Николина Бонева) във филма „Най-добрият човек, когото познавам“ на ФБИФ (Варна, 1973).
- Народен артист (1974).
- Специална награда за филма „Циклопът“ на ФБИФ (Варна, 1976).
- Награда за филма „Не си отивай!“ на ФБИФ (Варна, 1976).
- Голямата награда „Златна камера“ на Съюза на българските филмови дейци „за значителен принос в българското кино“ (1976).
- Димитровска награда „за главна женска роля“ на (жената на Бакърджиев) във филма „Спасението“.
- „Награда за цялостно творчество и изключителен принос в българската филмова култура“ на Съюза на българските филмови дейци по случай 100-годишнината (1995).
- Награда за цялостно творчество от Съюза на българските филмови дейци ((1998 – 1999).
- През 1999 г. е удостоена с орден „Стара планина“ – I степен.[4]

## Памет
- В нейна памет Министерство на културата и „Бояна Филм“ учредяват филмова награда, т. нар. „Награда на името на Невена Коканова“ за обещаващ филмов дебют на актриса.[5]
- В Ямбол има Театрални празници и Драматичен театър „Невена Коканова“.[6] На нейното име е наречен и театърът в Дупница.
- В село Иглика, читалището, наречено на Невена Коканова, през 2023 година възвръща традицията да се събират на среща в памет на актрисата хората от селото и нейни приятели.[7]
- На Невена Коканова е наречена улица в кварталите „Драгалевци“ и „Национален киноцентър“ в София (Карта)

## Театрални роли
- „Хитроумната влюбена“ (1956) (от Лопе де Вега, постановка Янаки Стоянов) – Фениса
- „Ромео и Жулиета“ (1956 – 1957) (от Уилям Шекспир) – Жулиета
- „Нонкината любов“ (от Ивайло Петров) – Нонка
- „С любовта шега не бива“ (1957 – 1958) (от Алфред дьо Мюсе, реж. Любомир Шарланджиев) – Камий
- „Сирано дьо Бержерак“ (1958 – 1959) (от Едмон Ростан, реж. Л. Шарланджиев) – Роксана
- „Горчиво кафе“ (1959) (от Д. Василев, реж. Павел Павлов)
- „Балът на манекените“ (премиера 15.02.1961) (от Бруно Ясенски, постановка Гриша Островски) – Анжелика Арно
- „Удържимият възход на Артуро Хи“ (премиера 26.06.1961) (от Бертолт Брехт, постановка Боян Дановски и Методи Андонов) – Дейзи
- „Когато розите танцуват“ (премиера 22.12.1961) (от Валери Петров, постановка Гриша Островски) – Пианистката
- „Импровизация“ (премиера 01.10.1962) (от Валери Петров и Радой Ралин, постановка Гриша Островски)
- „Михал Мишкоед“ „Кандидати на славата“ (премиера 11.11.1963) (от Сава Доброплодни и Иван Вазов, постановка Методи Андонов) – Радка
- „Ревизор“ (премиера 29.05.1966) (от Н. В. Гогол, постановка Методи Андонов) – Мария Антоновна
- „Големанов“ (премиера 24.11.1966) (от Ст. Л. Костов, постановка Нейчо Попов) – Вена
- „Варшавска мелодия“ (1967) (от Леонид Зорин, постановка Димитрина Гюрова) – Хелена
- „Мистерия Буф“ (премиера 3.11.1967) (от Владимир Маяковски, постановка Методи Андонов) – Жена с ябълка
- „Сняг“ (премиера 06.04.1968) (от Валери Петров, постановка Гриша Островски) – Мъглата
- „Ромео, Жулиета и петрол“ (премиера 14.06.1968) (от Иван Радоев, постановка Асен Шопов) – Момичето
- „Щръклица“ (премиера 10.11.1968) (от Панчо Панчев, постановка Вили Цанков) – Бонка
- „Седмо:кради по-малко!“ (премиера 27.03.1970) (от Дарио Фо, постановка Гриша Островски) – Еней
- „Към пропаст“ (1970) ДТ-Търговище (от Иван Вазов, реж. Георги Асенов, худ.Янаки Манасиев) – Царица Сара Теодора
- „Провинциални анекдоти“ (1975) (от Ал. Вампилов, реж. Асен Шопов)
- „Изповед на две жени“ (1980) (поетичен рецитал-спектакъл в дует с Ваня Петкова)
- „Игра на котки“ (премиера 28 и 29.04.1982) (от Ищван Йоркейн, постановка Николай Поляков) – Сестрата
- „Прекрасната от Амхърст“ Моноспектакъл (1986) (от Емили Дикинсън, реж. Димитър Шарков) – Емили
- „Любов под брястовете“ (1988) Ямболски Театър, (от Ю. О'Нийл) – Аби
- „Последните 13 дни на цар Борис III“ Рецитал (1991) (Н. Калчев и Н. Коканова. По книгата „Корона от тръни“ и мемоарите на царица Йоана, реж. Павел Павлов)
- „Големанов“ (1992) Сатиричен театър „Ал. Константинов“ (от Ст. Л. Костов, постановка Борислав Чакринов) – баба Гицка
- „Мария Тюдор“ (1996) ДКТ „К. Величков“ Пазарджик (от Виктор Юго, реж. Павел Павлов) – Мария Тюдор
- „Лека нощ, мамо“ (от Марша Норман) – майката
- „Преди последния спектакъл“ (1998) (от Любомир Пеевски, реж. Илия Добрев) – Красавицата от хълма на младите вдовици *това е последната ѝ роля в Сатиричен Театър „Алеко Константинов“
- „Важното е да си желана“ Театър Възраждане(1995) (от И. Маркова, реж. Николай Поляков) – * на 19.12.1999 играе последното си представление.

## Телевизионен театър
- „Страшният съд“ (1992)
- „Прозорецът“ (1987) (Еманюел Роблес) – Лидия
- „Затворникът от Второ авеню“ (1986) (от Нийл Саймън, реж. Павел Кюльовски)
- „Мадам Сан Жен“ (1986) (Викториен Сарду)
- „С чужди – драг, вкъщи – враг“ (1985) (от Иван Вазов, реж. Павел Павлов) – Роза
- „Съединението“ (1985) (Пелин Пелинов), 3 части
- „Червена ябълка“ (1984)
- „Увлечението“ (1981) (Алфред дьо Мюсе)
- „Лукреция Борджия“ (1981) (Пламен Павлов) – Лукреция Борджия
- „Смърт сутринта“ (1973) (Клаус Айдман)
- „Престолът“ (1975) (Иван Вазов)
- „Забравете Херострат“ (1975) (Григорий Горин)
- „Тойфеловата кула“ (1974) (Богомил Герасимов)
- „Училище за сплетни“ (1974) (Ричард Шеридан)
- „Изповедта на един клоун“ (1973) (Хайнрих Бьол)
- „Лодка в гората“ (1972) (Николай Хайтов)
- „Кръстословица“ „Житни зърна в плява“ (1972) (Йордан Радичков)
- „Житни зърна в плява“ – „Връвчицата“ (1972) (Йордан Радичков)
- „Тя и той“ (1972) (Михаил Рошчин)
- „Свети, но не грее“ (1971) (Николай Островски)
- „Рожден ден“ (1971) (Драгомир Асенов)
- „Ръка Илиева“ (1969) (Стоян Загорчинов)
- „Един човек се завръща от миналото“ (1964) (от Богомил Райнов, реж.Методи Андонов)
- „Напразни усилия на любовта“ (1963) (от Уилям Шекспир, реж. Павел Павлов)

## Филмография
| Година      | Филми и сериали                                  | Серии  | Копродукции              | Роля                                                                                               |
| ----------- | ------------------------------------------------ | ------ | ------------------------ | -------------------------------------------------------------------------------------------------- |
| 1999        | Дунав мост (тв сериал)                           | 7      |                          | Невена Коканова                                                                                    |
| 1993        | Сезонът на канарчетата                           |        |                          | леля Ади                                                                                           |
| 1991        | Вампир (тв)                                      |        |                          | хаджийката Малама                                                                                  |
| 1991        | Искам Америка                                    |        |                          | Мария (Мече-бу)                                                                                    |
| 1989        | Бащи и синове (тв сериал)                        | 5      |                          | Вероника, съпруга на Ванчелов, сестра на Христо Алданов                                            |
| 1988        | Неизчезващите (тв сериал)                        | 5      |                          | Вероника, съпругата на Ванчелов                                                                    |
| 1988        | Вечери в Антимовския хан (тв сериал)             | 2      |                          | старата Сарандовица, ханджийката                                                                   |
| 1987        | Време за път (тв сериал)                         | 5      |                          | Вероника                                                                                           |
| 1987        | Дом за нашите деца (тв сериал)                   | 5      |                          | Вероника                                                                                           |
| 1986        | Ешелоните                                        |        |                          | Сара                                                                                               |
| 1986        | Три Марии и Иван                                 |        |                          | Мария Стоилова                                                                                     |
| 1986        | Флейтата (тв)                                    |        |                          | |
| 1985        | Борис I                                          | 2      |                          | |
| 1985        | Горски хора                                      |        |                          | ханджийката Велика Лалева Гърбунова                                                                |
| 1985        | Тази хубава зряла възраст                        |        |                          | Елена                                                                                              |
| 1985        | Константин Философ                               | 2      |                          | Мария, майката на Константин                                                                       |
| 1984        | Златният век (тв сериал)                         | 11     |                          | майката на Лиса (в VI серия)                                                                       |
| 1984        | Опасен чар (тв)                                  |        |                          | учителката Боряна Кръстева                                                                         |
| 1984        | Спасението                                       |        |                          | жената на Бакърджиев                                                                               |
| 1983        | Пясък (тв)                                       |        |                          | докторката                                                                                         |
| 1983        | Константин Философ (тв сериал)                   | 6      |                          | Мария, майката на Константин                                                                       |
| 1982        | Есенно слънце                                    |        |                          | сервитьорката Тинка                                                                                |
| 1982        | Среща на силите                                  |        |                          | |
| 1982        | Предупреждението (Предупреждение)                |        | СССР/България/ГДР        | Любица Ивошевич (Люба)                                                                             |
| 1982        | Балада за звънците (тв)                          |        |                          | вдовицата Дана                                                                                     |
| 1981        | Кристали                                         |        |                          | Слава, асистентка на академик Абаджиев                                                             |
| 1981        | Слънце на детството (тв сериал)                  | 2      |                          | майката на Сашко/кралицата                                                                         |
| 1981        | Язовецът (тв)                                    |        |                          | французойката                                                                                      |
| 1981        | Масово чудо                                      |        |                          | |
| 1981        | Търновската царица                               |        |                          | Смилова                                                                                            |
| 1980        | Приключенията на Авакум Захов (тв сериал)        | 6      |                          | вдовицата Балабаница                                                                               |
| 1980        | Уони                                             |        |                          | |
| 1980        | Дами канят                                       |        |                          | голямата етърва                                                                                    |
| 1979        | Трите смъртни гряха                              |        |                          | леля Дона                                                                                          |
| 1979        | Сами сред вълци (тв сериал)                      | 5      |                          | Терезия, полякиня, любовница на Делиус (в 2 серии: III, IV)                                        |
| 1978        | Селцето (тв сериал)                              | 5      |                          | Неда                                                                                               |
| 1978        | Селцето                                          | 2      |                          | Неда                                                                                               |
| 1978        | Чуй петела                                       |        |                          | баба Петрунка                                                                                      |
| 1977        | Слънчев удар                                     |        |                          | съпругата Невена                                                                                   |
| 1977        | Матриархат                                       |        |                          | Ганета                                                                                             |
| 1976        | Изгори, за да светиш (тв сериал)                 | 7      | България/Италия/СССР/ГДР | Данева                                                                                             |
| 1976        | Допълнение към Закона за защита на държавата     |        |                          | Виола Каравелова, жена на Йосиф                                                                    |
| 1976        | Циклопът                                         |        |                          | Зоя                                                                                                |
| 1976        | Спомен за близначката                            |        |                          | Невена                                                                                             |
| 1976        | Не си отивай!                                    |        |                          | Тинчето                                                                                            |
| 1975        | Авантюрите на Виктор (тв сериал)                 | 5      |                          | Елена, съпругата на Пламен Каролеев                                                                |
| 1975        | Сватбите на Йоан Асен                            | 2      |                          | Мария / монахиня Алисия, дъщеря на Йоан Асен II, след постъпването си в манастир - монахиня Алисия |
| 1974        | Нако, Дако, Цако (тв сериал)                     | 3      |                          | Бианка, цирковата акробатка от Трио „Салвини“ (във II серия: „Шофьори“)                            |
| 1974        | На живот и смърт (тв сериал)                     | 3      |                          | Надежда Захарова                                                                                   |
| 1974        | Дърво без корен                                  |        |                          | снахата                                                                                            |
| 1974        | Последният ерген                                 |        |                          | Фани                                                                                               |
| 1974        | Баща ми бояджията (тв)                           |        |                          | Андреева, майката                                                                                  |
| 1973        | Деца играят вън (тв)                             | 3 нов. |                          | майката на Юли (в III новела „Лили“)                                                               |
| 1973        | Най-добрият човек, когото познавам!              |        |                          | учителката Николина Бонева Георгиева                                                               |
| 1973        | Тигърчето                                        |        |                          | Джина, майката на Дино                                                                             |
| 1972        | Обич                                             |        |                          | Мария                                                                                              |
| 1972        | Момчето си отива                                 |        |                          | Тинчето, продавачката в сладкарницата                                                              |
| 1972        | На зазоряване                                    |        |                          | Лена (в новелата „Сърце човешко“)                                                                  |
| 1972        | Кръгове на обичта                                |        |                          | жената с бадемовите очи                                                                            |
| 1971        | Странен двубой                                   |        |                          | Божанова                                                                                           |
| 1970 – 1971 | Ало, д-р Минев! (тв сериал)                      | 5      |                          | Василева, съседка на Миневи                                                                        |
| 1970        | Посланиците не убиват (Botschafter morden nicht) | 3      | ГДР                      | Мария                                                                                              |
| 1969 – 1971 | На всеки километър, сезон II (тв сериал)         | 26     |                          | Арабова, вдовицата на полковник Арабов                                                             |
| 1968        | Мъже в командировка                              | 3 нов. |                          | Данчето, келнерката (във 2-та: „Гост“)                                                             |
| 1968        | Танго                                            |        |                          | Катя Хаваджиева                                                                                    |
| 1968        | Галилео Галилей (Galileo)                        |        | Италия/България          | Марина, любовница на Галилей                                                                       |
| 1968        | Опасен полет                                     |        |                          | доктор Белчева/Анелизе Тауберг                                                                     |
| 1968        | Гибелта на Александър Велики                     |        |                          | гостенка от София                                                                                  |
| 1967        | С дъх на бадеми                                  |        |                          | Герда                                                                                              |
| 1967        | Отклонение                                       |        |                          | археолог Неда Донева                                                                               |
| 1967        | Най-дългата нощ                                  |        |                          | лекарката                                                                                          |
| 1966        | До победата и след нея (До победата и по неа)    |        | Югославия                | медицинската сестра                                                                                |
| 1966        | Карамбол                                         |        |                          | Ана Мартинова, оперна певица-мецосопран                                                            |
| 1965        | Грамофон и маслини за моите приятели (тв)        |        |                          | приятелката на Панчо                                                                               |
| 1964        | Крадецът на праскови                             |        |                          | Лиза                                                                                               |
| 1963        | Инспекторът и нощта                              |        |                          | Жана                                                                                               |
| 1962        | Тютюн                                            |        |                          | Ирина                                                                                              |
| 1961        | Стръмната пътека                                 |        |                          | Елена                                                                                              |
| 1961        | Бъди щастлива, Ани!                              |        | България/СССР            | Ани                                                                                                |
| 1960        | В тиха вечер                                     |        |                          | Бойка                                                                                              |
| 1958        | Среднощна среща                                  |        |                          | Ани                                                                                                |
| 1957        | Години за любов                                  |        |                          | Ема                                                                                                |
| 1956        | Две победи                                       |        |                          | момиче от хора                                                                                     |
| 1955        | Неспокоен път                                    |        |                          | |

- „Ирина, Лиза, Неда“ (1969), творчески портрет на Невена Коканова, на режисьора Иван Рачев